# Zlomkovský mlýn
Zlomkovský mlýn (Maltézský, Wendlingerovský) je bývalý vodní mlýn v Praze na Malé Straně, který stojí na levém břehu Čertovky. Je chráněn jako nemovitá kulturní památka České republiky.

## Historie
Vodní mlýn zde stál již před rokem 1400 a byl poplatný johanitské komendě u Panny Marie pod řetězem. Během husitské revoluce byl vypálen, je zmíněn jako „spálený a konečně skažený“. Poté se jeho zbytky dostaly do dědičného nájmu s podmínkou na opětné vystavění. Patřila k němu zahrada, ohrada a ulice, která směla být přehrazena.
Název Zlomkovský se poprvé uvádí v roce 1532, kdy jej koupil mlynář Pavel Zlomek. V roce 1583 se dostal jako poničený do majetku Viléma z Rožmberka; poté se majitelé střídali. Roku 1639 byl prodán spolu se dvěma sousedními domy, prádlem a haltýřem na ryby.
Roku 1684 zdědil mlýn baron Jan Jiří Wendlinger. Za jeho vlastnictví pravděpodobně došlo k přestavbě na šlechtické sídlo; takto je stavba popisována roku 1723, kdy byla v majetku Wendlingerových dědiců.
V letech 1765–1766 došlo k zásadní přestavbě, při které hrabě Nostic v domě zřídil prádelnu včetně mandlů, přenesenou sem z objektu čp. 470/III. Byly vybourány dělicí příčky a nahrazeny pasy. K roku 1782 měla prádelna 10 měděných kotlů, jeden kotel železný a 43 žlaby na praní prádla, mandlovna měla 10 mandlů.
V roce 1810 Nostitzové připojili dům ke komplexu užitkových budov paláce. V roce 1834 požádal Ervín Nostitz město o povolení k přestavbě a zrušení prádelny; plány přestavby vypracoval K. Pollak. Roku 1924 přešel objekt do majetku státu pod ministerstvo školství.

## Popis
Původní mlýnice a dům byly pod jednou střechou, ale dispozičně oddělené. Mlýn byl zděný, jednopatrový a voda k němu vedla náhonem. Z technologie mlýna se dochoval zbytek lednice.